# Corea del Sur en los Juegos Olímpicos de Sarajevo 1984
Corea del Sur estuvo representada en los Juegos Olímpicos de Sarajevo 1984 por un total de 15 deportistas, 11 hombres y 4 mujeres, que compitieron en 5 deportes.
El equipo olímpico surcoreano no obtuvo ninguna medalla en estos Juegos.